# Гремячий (Сямженский район)
Гремячий — посёлок в Сямженском районе Вологодской области у впадения реки Верденьга в Кубену.
Входит в состав Раменского сельского поселения, с точки зрения административно-территориального деления — в Раменский сельсовет.
Расстояние по автодороге до районного центра Сямжи — 37 км, до центра муниципального образования Раменья — 5 км. Ближайшие населённые пункты — Клепиковская, Лодыженская, Раменье.
По переписи 2002 года население — 791 человек (401 мужчина, 390 женщин). Преобладающая национальность — русские (98 %).